# Wolodymyr Bilinskyj

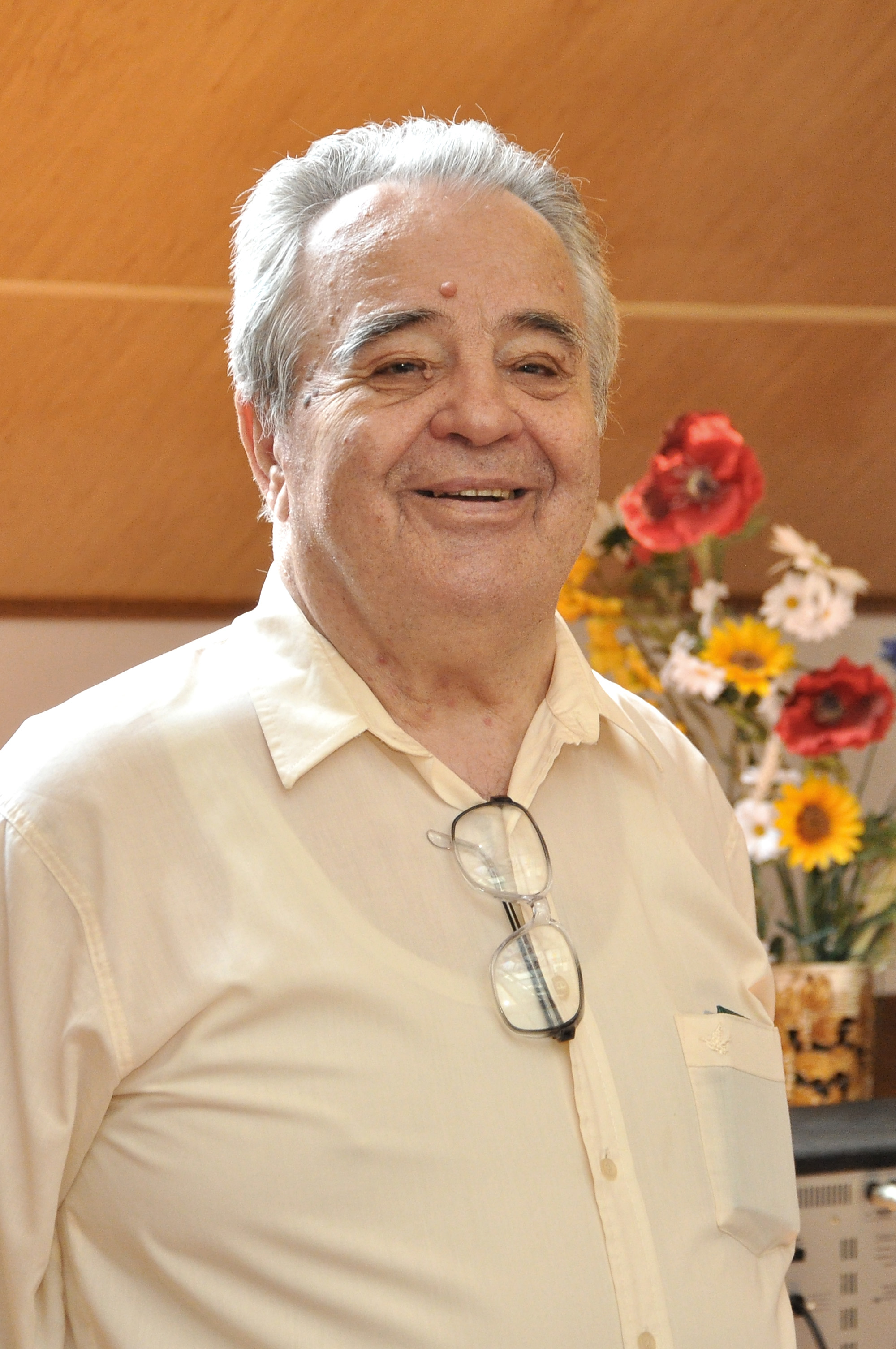
Wolodymyr Bilinskyj, 2015

Wolodymyr Bronislawowytsch Bilinskyj (ukrainisch Володимир Броніславович Білінський; * 18. Mai 1936 in Dunajiwzi, Oblast Chmelnyzkyj; † 7. Juni 2022 in Kiew) war ein ukrainischer Publizist und Geschichtsforscher.

## Leben und Wirken
Wladimir Bilinskyj machte 1959 seinen Abschluss an der Fakultät für Brücken und Tunnel des Instituts für Eisenbahnverkehrsingenieure in Dnipro. Er wurde für die Arbeit in Kasachstan eingesetzt. Von 1959 bis 1996 lebte und arbeitete er in Karaganda, einer Stadt, die von Zwangsarbeitslager und Deportierten gebaut wurde. Er baute Brücken am Kasachstan-Magneten, am Irtysch-Karaganda-Kanal, an den Bergwerken des Karaganda-Kohlebeckens und an allen Autobahnen und Eisenbahnstrecken in Zentralkasachstan. Unter seiner Leitung wurden Brücken in Karaganda, Pawlodar, Kökschetau, Temirtau, Schesqasghan, am Balchaschsee, Ekibastus und Schachtynsk gebaut.
Im Jahr 1999 kehrte Bilinskyj in die Ukraine zurück. Durch die Analyse von Quellen und den Vergleich historischer Fakten wies er in seinen Büchern nach, dass die Geschichte Russlands (Moskaus) manipuliert wurde, um das russische Volk zu verherrlichen und die Rolle der anderen Völker, einschließlich der ukrainischen, gering zu schätzen.
2011 erhielt Wladimir Bilinskyj den Iwan-Franko-Preis für die beste wissenschaftliche Arbeit im Bereich Information für sein Buch Moksel Country oder Muscovy.

## Werke (Auswahl)
- Країна Моксель, або Московія. Том 1 // Das Land Moksel oder Moskowien. Band 1. Nawtschalna knyha - Bohdan, Ternopil 2015-2022, ISBN 978-966-10-4193-5
- Країна Моксель, або Московія. Том 2 // Das Land Moksel oder Moskowien. Band 2. Nawtschalna knyha - Bohdan, Ternopil 2015-2022, ISBN 978-966-10-4194-2
- Країна Моксель, або Московія. Том 3 // Das Land Moksel oder Moskowien. Band 3. Nawtschalna knyha - Bohdan, Ternopil 2015-2022, ISBN 978-966-10-4195-9[6]
- Москва ординська // Hordean Moskau,  A-ba-ba-ha-la-ma-ha, 2011 Kyjiw 2015-2022, ISBN 978-617-585-088-6[7]
- Україна-Русь — Споконвічна земля. Книга перша. //  Ukraine-Rus - Das Ursprungsland. Buch Eins. Nawtschalna knyha - Bohdan, Ternopil 2015-2022, ISBN 978-966-10-4233-8
- Україна-Русь — Князі Галицькі-Острозькі. Книга друга. //  Ukraine-Rus - Die Fürsten von Galizien-Ostroh. Buch Zwei. Nawtschalna knyha - Bohdan, Ternopil 2015-2022, ISBN 978-966-10-4199-7
- Україна-Русь — Українська звитяга. Книга третя. //  Ukraine-Rus - Ukrainischer Tapferkeit. Buch Drei. Nawtschalna knyha - Bohdan, Ternopil 2016, ISBN 978-966-10-4534-6